# سقوط در بی‌نهایت
سقوط در بی‌نهایت (به انگلیسی: Falling into Infinity) چهارمین آلبوم استودیویی گروه موسیقی پراگرسیو متال آمریکایی دریم تیتر است. این آلبوم در ماه سپتامبر ۱۹۹۷ منتشر شد.

## درباره آلبوم
مراحل ساخت و پیش تولید آلبوم سقوط در بی‌نهایت برای اعضای گروه پر استرس بود. ضبط آلبوم در ژوئن ۱۹۹۷ در استودیوهای پاور استیشن انجام شد. به دنبال کنار رفتن کوین مور از گروه، مایک پورتنوی و دیگر اعضای گروه در ترانه‌سرایی آهنگ‌ها مشارکت بیشتری کردند.
این آلبوم از لحاظ تجاری برای گروه یک شکست بود و منجر شد که گروه در آلبوم‌های بعدی  خواهان آزاد بودن از دخالت‌های ناشرش در ساخت آلبوم باشد.

## فهرست آهنگ‌ها
- تمام موسیقی‌ها توسط دریم تیتر ساخته شده‌است.

| شماره      | نام                                                                                   | سراینده                  | مدت   |
| ---------- | ------------------------------------------------------------------------------------- | ------------------------ | ----- |
| ۱.         | «New Millennium»                                                                      | مایک پورتنوی             | ۸:۲۰  |
| ۲.         | «You Not Me»                                                                          | جان پتروچی, دزموند چایلد | ۴:۵۸  |
| ۳.         | «Peruvian Skies»                                                                      | پتروچی                   | ۶:۴۳  |
| ۴.         | «Hollow Years»                                                                        | پتروچی                   | ۵:۵۳  |
| ۵.         | «Burning My Soul»                                                                     | پورتنوی                  | ۵:۲۹  |
| ۶.         | «Hell's Kitchen»                                                                      | (بی‌کلام)                 | ۴:۱۶  |
| ۷.         | «Lines in the Sand»                                                                   | پتروچی                   | ۱۲:۰۵ |
| ۸.         | «Take Away My Pain»                                                                   | پتروچی                   | ۶:۰۳  |
| ۹.         | «Just Let Me Breathe»                                                                 | پورتنوی                  | ۵:۲۸  |
| ۱۰.        | «Anna Lee»                                                                            | جیمز لابری               | ۵:۵۱  |
| ۱۱.        | «Trial of Tears" - "I - It's Raining" - "II - Deep in Heaven" - "III - The Wasteland» | جان میانگ                | ۱۳:۰۶ |
| مجموع مدت: | مجموع مدت:                                                                            | مجموع مدت:               | ۷۸:۱۲ |

## دست‌اندرکاران
دریم تیتر
- جیمز لابری -خواننده
- جان پتروچی - گیتار، همخوان
- مایک پورتنوی - درامز، همخوان
- دریک شرینیان - کیبورد، همخوان
- جان میانگ - گیتار بیس، چپمن استیک